# Пиковский, Павел Александрович
Па́вел Александрович Пико́вский — российский поэт, композитор, певец, автор-исполнитель, лидер группы «Хьюго», участник проекта «Необарды», член союза профессиональных литераторов России (2008).

## Биография
Родился в Нижнем Новгороде 10 января 1989 года, учился в музыкальной школе, где осваивал баян и аккордеон, пел в хоре. Концертную и сценическую деятельность начал в возрасте около 13 лет. После окончания школы в 2006 поступил на факультет академического оперного вокала Нижегородского музыкального колледжа им. М. А. Балакирева, который окончил в 2010 году. В 2008 году был принят в «Союз Профессиональных Литераторов России».
В 2010 году вышел первый официальный альбом группы, собранной Павлом и получившей название «…[Павелъ Пиковскiй] band». В альбоме принимали участие 9 музыкантов, живущих в разных городах страны. Записан он был на нижегородской студии «ТОНмейстер». Также на этой студии был записан альбом «Пространство песни» совместно с православной автором-исполнительницей и поэтессой Людмилой Кононовой. В период с 2007 года по 2010 год Павлом Пиковским было отыграно более 100 концертов в разных городах и регионах России. Павел Пиковский является лауреатом многих всероссийских поэтических и музыкальных фестивалей. В августе 2010 года Павел принял участие в концерте Альберта Асадуллина.
Создал группу «Хьюго».
Лауреат Грушинского фестиваля (2016), обладатель специального приза[какого?] Олега Митяева, исполнители песен Павла становились лауреатами фестивалей (включая Грушинский и Ильменский).
В 2020 году из-за освободившегося в пандемию времени вместе со своими близкими друзьями-музыкантами Ромарио, Павлом Фахртдиновым, Василием Уриевским основал проект «Необарды». В сентябре 2021 года в Казани «Необарды» были признаны лауреатами международной литературно-музыкальной премии «Звёздный билет» имени Василия Аксёнова в номинации «Музыка» в номинации «Музыка» (Аксёнов-фест, 2021).
В 2021 году был четырежды номинирован в хит-параде «Нашего радио» «Чартова дюжина», а песня «Передай другому» в исполнении Павла Пиковского и Сергея Чигракова поднималась в процессе голосования до первого места.

## ‍Библиография
Выпущены три сборника стихов в юношеские годы — сейчас автор считает их недоработанными и предпочитает их не упоминать.
- Павелъ Пиковскій. Осень. — Нижний Новгород, 2005.[5]
- Павелъ Пиковскій. Стерхи : книга стихов. — Нижний Новгород, 2009. — 82 с.[14]

## Дискография
- 2022 — «Одна дорога — свет»[15][16]
- 2021 — «Мешки с костями» (сингл)
- 2021 — «Передай другому» совместно с Сергеем Чиграковым (при участии Владимира Кристовского, Евгения Маргулиса, Олега Митяева, Бориса Рубекина)[17][18]
- 2020 — «Семь цветов осени»[19][20]
- 2020 — «Batman\Мышка» (сингл)
- 2020 — «Сальто-Мортале»
- 2019 — «Впереди Китай»[21]
- 2016 — «Не ждал» совместно с группой «Свободный полёт»
- 2014 — «Сказки Хьюго»
- 2012 — «Семь кругов»
- «Свободный полёт»
- 2008 — «Поэты пишут пешком»[22][23]